# Fredrik Palm
Nils Axel Fredrik Palm, född 5 mars 1973 i Karlstads församling, Värmlands län, är en svensk fysiolog och professor.
Efter gymnasiet inledde Fredrik Palm akademiska studier. Han blev filosofie magister i biologi 1999, filosofie licentiat i experimentell radiologi 2003 och filosofie doktor i fysiologi 2004. Han blev docent i fysiologi 2008 vid Uppsala universitet och utsågs 2012 till professor i experimentell njurmedicin vid Linköpings universitet. Utnämndes 2015 till professor i fysiologi vid Uppsala Universitet.
Fredrik Palm är gift med docenten och politikern Lina Nordquist (född 1977). Son till Jörgen och Ann-Charlotte Palm.